# Кацев, Александр Самуилович
Александр Самуилович Кацев (род. 24 марта 1946, Фрунзе) — советский и кыргызский учёный, публицист, критик, специалист в области русской и киргизской литературы.
Профессор, доктор филологических наук, академик Академии педагогических и социальных наук, академик Международной академии наук педагогического образования. С 2000 года заведовал кафедрой Международной журналистики Кыргызско-Российского Славянского университета, в настоящее время профессор-консультант этой кафедры, занимается преподавательской и просветительской деятельностью. Автор множества учебников и хрестоматий, популяризирующих русскую и национальную литературу. Под его руководством выходят словари, учебные пособия по фольклору, литературоведению, журналистике, рекламе, связям с общественностью и психологии.

## Биография

### Происхождение. Семья
Родился 24 марта 1946 года в городе Фрунзе (ныне Бишкек), столице современного Кыргызстана. Его мать, Эсфирь, родилась на Украине. Эсфирь рано пришлось идти работать. Всю жизнь она будет помнить ломоту в руках от учения у хлебопека, когда ей приходилось с утра и до позднего вечера месить особо крутое тесто для бубликов. Позже она прочитала автобиографическую трилогию Горького и нашла много общего между собой и Алексеем Пешковым. В свои неполные шестнадцать она убежала из дома, чтобы стать актрисой. В 1929 году она, кандидат в члены партии большевиков, попадает в Северный Казахстан. К концу 30-х годов она — зав. партийным кабинетом, известный пропагандист и агитатор, постоянно ездивший и выступавший перед шахтёрами. Во время одной из поездок Эсфирь попала в завал, и вместе с шахтерами её извлекли с переломом основания черепа. Её отправили в Ленинград, где медики испытывали на ней новые методики, одна из которых «лечение искусством». Она быстро восстанавливаль. В 1937 году её репрессируют по обвинению в «казахском национализме». Год тюрьмы, и она со своим мужем переехала во Фрунзе. Переезд в Киргизию стал новой вехой в жизни Эсфирь. Она рассталась с первым мужем, стала директором фрунзенских парков и одновременно заведующей концертным отделом Киргизской государственной филармонии им. Т. Сатылганова. Когда началась Великая Отечественная война, Киргизия принимала множество эвакуированных деятелей искусств. К концу войны Эсфирь Марковна уже директор Русского театра драмы. Руководство театром сменяется директорством в Доме народного творчества, где она начала искать талантов: чтецов, музыкантов, комузчи и манасчи, рукодельниц и знатоков народных танцев. Затем опять русский театр. Арсен Умуралиев в одном из своих выступлений сказал, что он не знает в республике более квалифицированного руководителя театра, чем Эсфирь Марковна Зелёная, мать Александра Самуиловича Кацева.
Отец Александра, Самуил Александрович, родился в Украине в 1915 году. После школы он поступил в луганский (ворошиловградский) институт (ныне Луганский национальный университет), но поняв, что нужно помогать семье, начал работать на заводе в шестнадцать лет, чтобы младшая сестра могла поехать учиться в Ленинград. К тому времени, когда возник разговор о высшем образовании, Самуил Александрович уже имел семью, был председателем артели инвалидов «Пищевкус», предшественницы фабрики «Татту». Позже он стал начальником планово-экономического отдела ликёро-водочного завода.

## Научная, публицистическая и просветительская деятельность
С 1953 по 1964 учился в средней школе № 3 города Фрунзе. С 1964 по 1969 был студентом филологического факультета Кыргызского государственного университета. С 1973 по 1976 — аспирант кафедры теории и истории литературы Киргизского государственного университета. С 1969 по 1973 Александр Кацев стал преподавателем Пржевальского педагогического института. С 1976 по 1997 — доцент Киргизского женского педагогического института. С 1997 по 2000 — профессор кафедры истории и теории литературы Кыргызско-Российского Славянского университета. С 2000 по настоящее время — заведующий кафедрой международной журналистики Кыргызско-Российского Славянского университета.
Александр Самуилович Кацев — автор более 750 работ по истории литературы, журналистики, литературной и театральной критике. Им и с его участием разработано — 9 словарей, 20 учебных пособий, 3 типовые программы для школы и вуза. Он ввел в научный и культурный обиход большое количество ранее не опубликованных, забытых или запрещенных произведений от Н. В. Гоголя, М. Арцыбашева до М. Горького, Б. Пильняка, М. Булгакова и других.
Александр Самуилович Кацев публиковался в журналах: «Знамя», «Новый мир», «Вопросы литературы», «Литературное обозрение», «Русская словесность», «Театральная жизнь», «Советская женщина», «Литературный Киргизстан», «Русский язык и литература в киргизской школе», «Русское слово в Киргизстане». Его статьи печатали «Литературная газета», «Комсомолец Киргизии», «Советская Киргизия», «Вечерний Фрунзе». В настоящее время он ведёт активную публицистическую деятельность, публикуя статьи в «Слове Кыргызстана», «Вечернем Бишкеке», «Аргументах и фактах в Кыргызстане», «Комсомольской правде в Кыргызстане», «Московском комсомольце в Кыргызстане», «Общественном рейтинге». Публикуется на различных Интернет-площадках: «Вести.kg», «Путь.kg» и др. А. С. Кацев возродил некогда забытый жанр памфлета, еженедельно публикуя статьи на актуальные темы, которые всегда вызывают острую дискуссию и положительный отклик у читателей. Его публицистические произведения вышли в двухтомнике «Шершавым языком плаката» в 2016 году.
Одним из первых в Кыргызстане Александр Самуилович Кацев начал готовить диссертантов к защите диссертаций по журналистике. Двенадцать его подопечных защитили одиннадцать кандидатских диссертаций и одну докторскую по литературоведению и журналистике.
Александр Самуилович помимо преподавательской, научной и журналистской работ занимается общественной деятельностью, направленной на просвещение и достижение национального согласия в Кыргызстане. С середины 80-х и до середины 90-х годов руководил Обществом еврейской культуры Кыргызстана «Менора», а в Кыргызско-Российском Славянском университете создал научно-образовательный Центр изучения еврейской культуры, проводил литературные вечера для учителей русского языка и литературы. Многие годы занимается изучением и популяризацией кыргызского народного эпоса «Манас». Одним из результатов его работы стал масштабный проект — фольклорный словарь «Много наций — один народ». Он является составителем уникальной хрестоматии по кыргызской литературе, куда вошли произведения кыргызских писателей в лучших переводах на русский язык и произведения русскоязычных кыргызских писателей. Этот трехтомник получил название «Под бездонным куполом Азии».
А. С. Кацев — член редколлегий журналов «Научный диалог» (Екатеринбург), «Мир образования — образование в мире», главный редактор английского альманаха (№ 1,2) «Творческое содружество». Он редактировал книги Агулянского, Голубева, Чиналиева, Джакыповой, В. Добровольского, Д. Маркиша, Ч. Айтматова.

### Увольнение из КРСУ
После репрессий и увольнения из КРСУ в 2023 году за антивоенную позицию о вторжении России в Украину, открыл свой ютуб-канал о литературе.

## Премии и награды
- Отличник народного образования;
- Медаль КРСУ;
- Памятная медаль «300 лет Михаилу Васильевичу Ломоносову»;
- Почётная грамота Министерства образования РФ;
- Медаль Казахской республики в честь 25-летия Республики;
- Заслуженный работник образования.